# 京急油壺マリンパーク
京急油壺マリンパーク（けいきゅうあぶらつぼマリンパーク）は、神奈川県三浦市油壺にあった、京浜急行電鉄100%出資による京急グループの水族館。建物・設備の老朽化が進んだことなどから、2021年（令和3年）9月30日に閉館した。閉館後、暫定的に2022年（令和4年）1月に京急油壺温泉キャンプパークが開設されていたが、再整備のため同施設も2024年（令和6年）3月15日に営業を終了した。

## 歴史

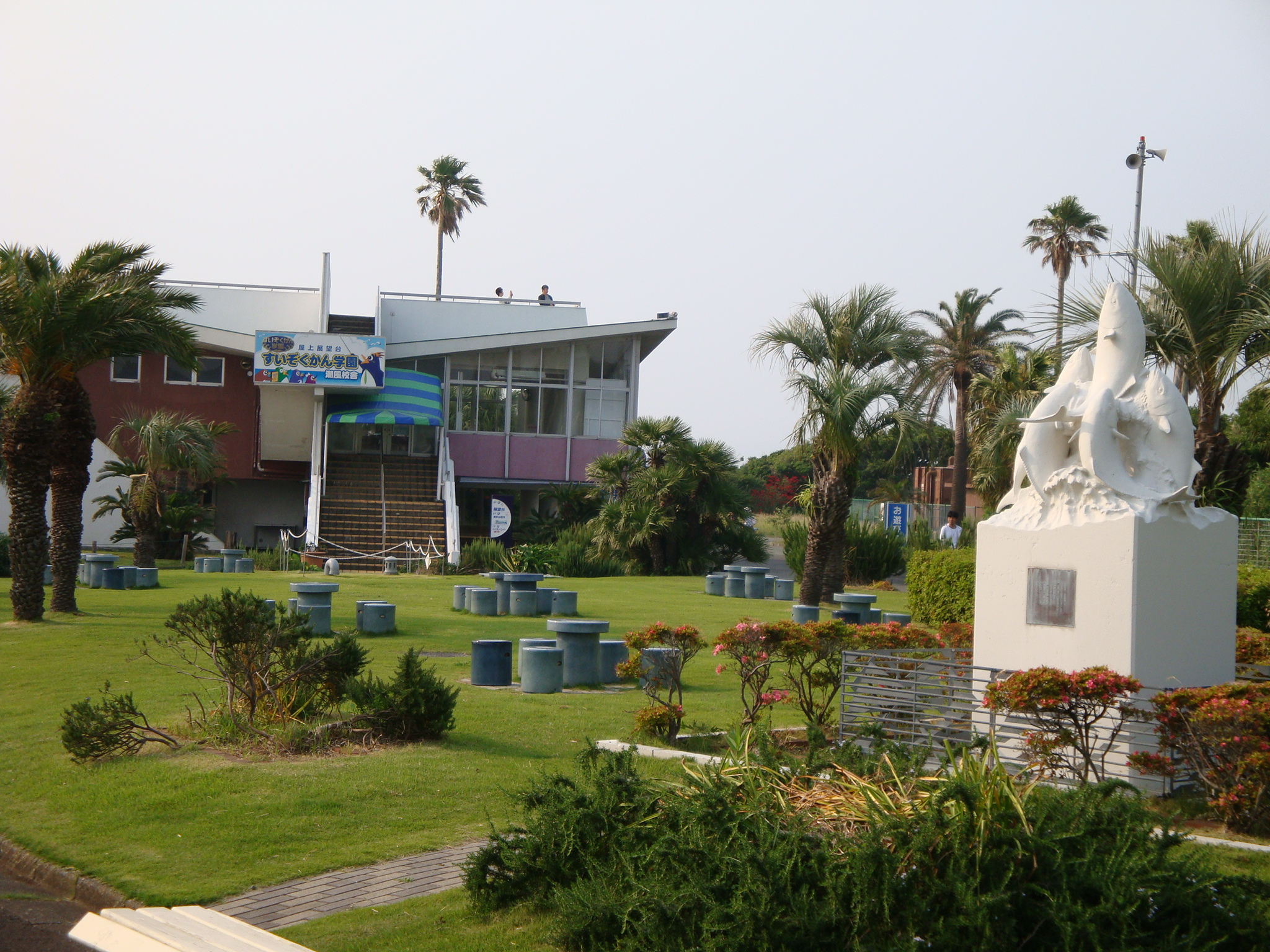
館内広場の全景、展望・休憩室、慰霊碑

京急は第3次5か年計画において、創業70周年記念事業の一つとして「油壺にユニークな水族館、温室、展望塔などを建設し、三浦半島の観光拠点」とすることを狙いとする京急油壺マリンパークの構想を、1967年（昭和42年）4月にスタートさせる。
建設地については、横須賀市長坂1丁目に移転した神奈川県立三崎水産高等学校（現：神奈川県立海洋科学高等学校）跡地がふさわしいとして、京急は神奈川県に働きかけるが、県はこの高校跡地約4万平方メートルを公園にする構想を進めており、陳情はなかなか受け入れてもらえなかった。「由緒ある水産高校の跡地なので、日本一、東洋一の立派な水族館を造るなら県としても納得できる」というのが、神奈川県知事の立場であった。そこで、京急は魚類学の権威であった末廣恭雄東京大学名誉教授に現地調査を依願すると、「ここなら理想的な水族館が造れる」と太鼓判を押した。水族館の企画構想には末廣にも参加を願い、さらにオープン後は館長も引き受けてもらうという態勢を整え、県との交渉を重ねると、「末廣博士が館長を引き受けられるならば、間違いない」との承諾を得て、ようやく高校跡地の払い下げが決定した。

### 開館
総工費約10億円を投じ、1968年（昭和43年）4月26日に竣工式を行い、翌日から一般公開を始めた油壺マリンパークは、大建設計が設計を手掛けた一部が3階建ての鉄筋コンクリート造。従来の水族館の多くが、多種多様な魚や珍魚の展示を主眼とする博物館的形態であったのに対し、油壺マリンパークは特殊生態水族館という形態を採り、魚類を自然のままの生態で正確に観察できるようにしたり、魚類の感覚の鋭さと条件反射を利用して、各種ショー仕立てにして見せるという、まったく新しい考え方を導入した。さらに、3万6000平方メートルの敷地は苑地として、ヤシ、ソテツ、バナナなどの熱帯植物を植樹し、その一角には子どものための遊戯施設も整えられた。

### 楽しい海洋博を開催
沖縄の本土復帰記念事業の一環で、1975年（昭和50年）に沖縄国際海洋博覧会の開催が決定すると、PR活動を兼ねた「楽しい海洋博」が、1973年（昭和48年）4月29日から10月31日までの6か月にわたり、油壺マリンパークで催された。水族館本館のほか、パビリオンを新たに二つ建造し、三つの展示場で沖縄海洋博の企画、構成と同様の展開をはかり、屋外ステージやバザー開場などを設置。期間中の入場者数は82万3625人となり、2年後の沖縄海洋博の振興催事としては、大成功を収めた。

### ファンタジアムオープン
開館10周年を前に新たに策定された施設増強計画に基づき、京急創業80周年記念事業の一環から総工費約20億円を投じ整備された日本では初の屋内ショープール館で、1981年（昭和56年）10月8日から一般公開を始めた。地下2階地上2階建ての構成で、「人とイルカのふれあい」をテーマに、光と音と水を使い、イルカやアシカによるショーが繰り広げられる。

### 大回遊水槽

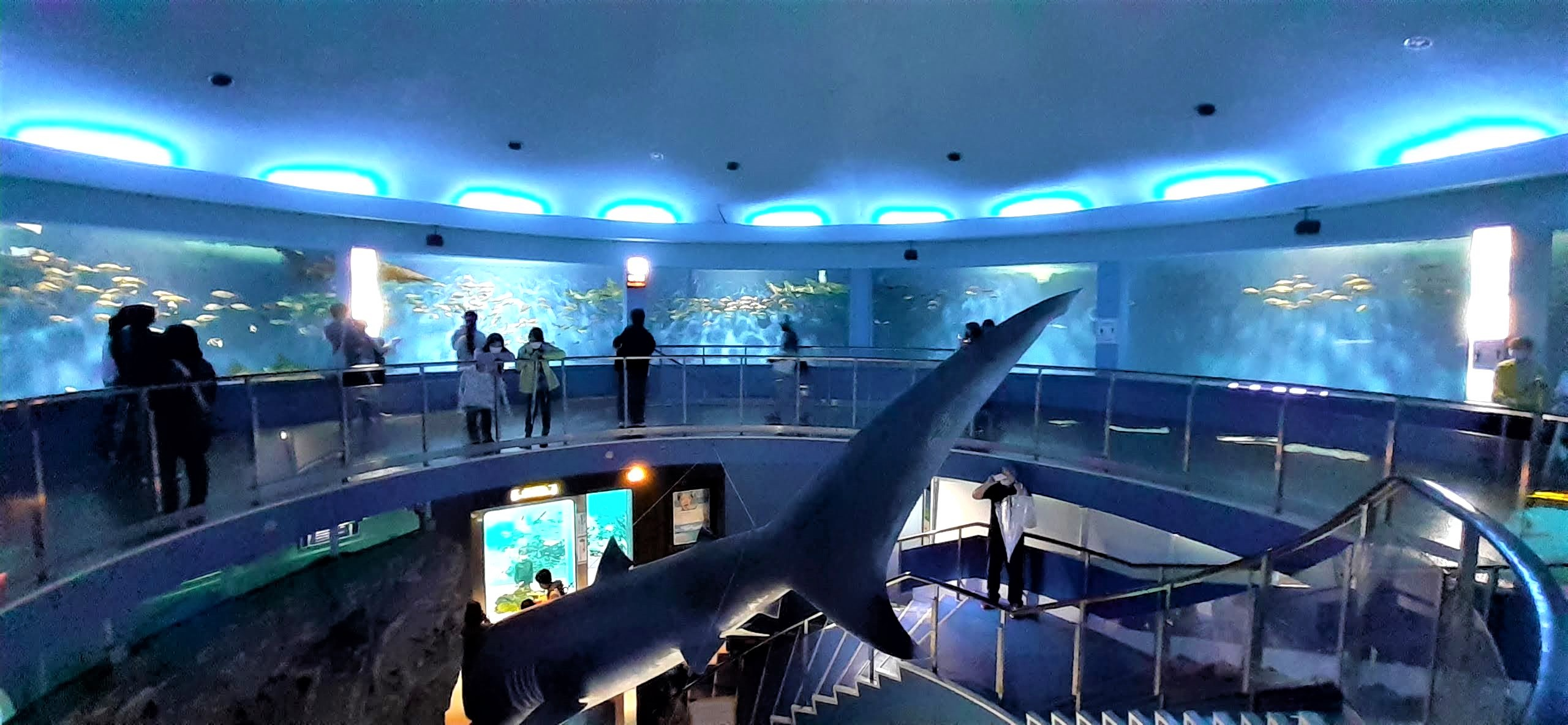
大回遊水槽

1986年（昭和61年）のゴールデンウィーク前の完成を目処として、水族館2階にある大回遊水槽のガラス交換工事を行った。この交換によって、従来36面あった回遊水槽面は12面となって、3倍のワイド感と迫力が増した。また水槽内のマリンガールと見学者が通話できるマリンテレホンは、ファンタジアムショーとともに人気を集めた。このほか10月8日からは、研究を進めてきた世界で初めての淡水・海水同一水槽を一般公開し、2008年（平成20年）4月26日には再度リニューアルを実施した。

### 磯の生物水槽を新設
水族館本館の入口に、磯の生物を手にとって親しんでもらえるよう、1993年（平成5年）3月14日に新設した。水槽の形状は、油壺マリンパークの社紋を忠実にデザインしたもので、その形が見やすいように、全体が15度前傾している。

### 三浦DSW

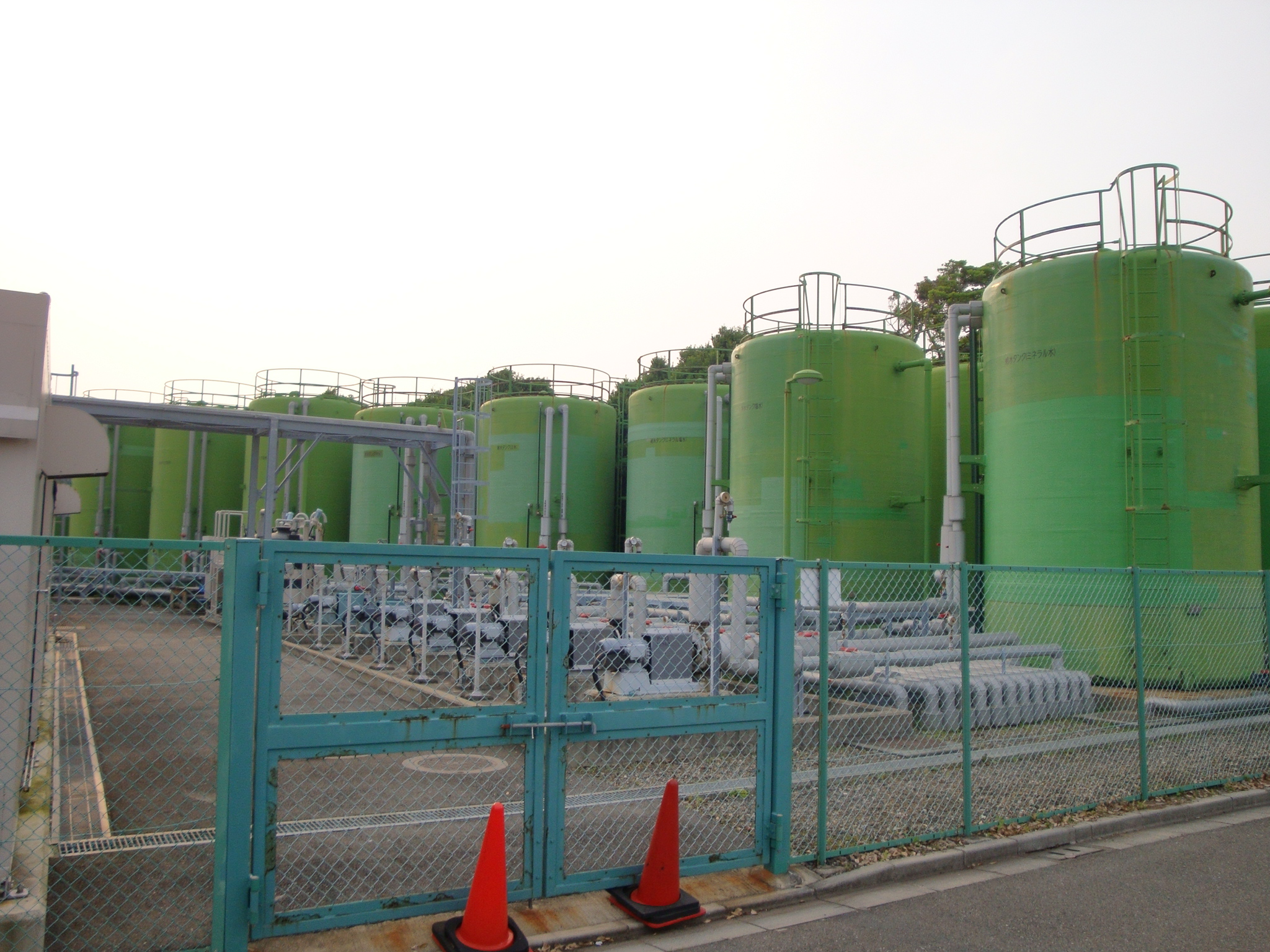
マリンパーク敷地内に所在した三浦DSWの海洋深層水精製の給水・貯水タンク
2009年9月までに全面撤去され、跡地には木々が植えられている。

京急は、2001年（平成13年）3月に海洋深層水の給水などを行う初の民間企業「三浦ディーエスダブリュ」を油壺マリンパーク子会社として設立した。採水地が東京から近く輸送に優位な点をアピールし、「三浦海洋深層水」というブランド化を図り、地場農産物や飲料水といった食品はもとより、京急グループの入浴施設（三崎観光・平和島クアハウス）の温泉に代わる源泉として活用を図るとした。
しかし、焼津産のおよそ10倍となる取水原価に対する収益面での問題や、敷地内に備えられた設備は塩害による早期老朽化が起こり、2008年（平成20年）9月17日付の京急の取締役会で翌年3月末日での事業終息が決議され、解散となった。この結果、上場会社である京急は連結決算ベースで約6億円の特別損失を計上した。

### D. S. Wonder →みうら自然館
油壺マリンパークにも海洋深層水を利用した深海生物を展示する設備「D. S. Wonder」が設けられたが、2009年（平成21年）1月頃に閉鎖。跡地は改装され、3月に「みうら自然館」となった。

### かわうその森
三浦DSWの取水施設は譲渡先が決まらず、固定資産税の資産査定の関係上、事業廃止後半年以内の撤去が求められていた事から、9月末までに設備は全て撤去された。跡地の一部には木立が植えられた後、2010年（平成22年）より新規施設の建設が進められ、7月16日に「かわうその森」が開業した。
かわうその森はコツメカワウソ（7匹）やフクロウ（2匹）など東アジア（熱帯）に生息する生物と、ヤモリなどの爬虫類や、みうら自然館と同様に神奈川県と所縁のある川魚を
人工的に再現された池や田畑上で屋外展示する施設である。

### 閉館

#### 閉館への経緯
開業当初は比較的規模の大きい水族館として知られ、魚の感覚を芸に仕組んで見せる「サーカス水族館」として人気があり、また常に海と人との関係を追求する研究機関としての機能も果たし、相模湾で捕獲された希少種のサメ「メガマウスシャーク」、東京湾で見つかった「ダイオウイカ」の学術解剖も行われた。加えて海外から研修生を迎えたり、国内団体への研修、サマースクールの開催などさまざまな活動を展開し、付近にある1886年（明治19年）に設立の東京大学三崎臨海実験所とは、共同で県の希少動物のDNA判定などを行い、水族館職員と同大研究員の交流もあった。
周囲の自然環境は比較的良好に保存されており、付近にある小網代の森は集水域生態系を擁する貴重な緑地として近郊緑地保全区域に指定されている。敷地内では2018年（平成30年）からボーリング調査が行われ、温泉の掘削に成功。油壺温泉として隣接地の「ホテル京急油壺 観潮荘」および横須賀市の「観音崎京急ホテル」に供用を開始した。
だが、横浜・八景島シーパラダイス（1993年）、新江ノ島水族館（2004年）など県内では競合する新型・大型水族館が開業、さらに城ヶ島〜油壺間の定期観光船が2007年（平成19年）12月に廃止となり、2019年（平成31年/令和元年）度には入館者数は26万人までに落ち込んだ。また建物・設備の老朽化が進みこれ以上の維持管理が困難になったとして、京急は、2021年（令和3年）9月30日をもって油壺マリンパークを閉館した。館内にいた約400種類4000匹の生き物は譲渡され、跡地は2025年（令和7年）頃を目指し、大手デベロッパーと連携し滞在拠点の開発を検討するとした。
京急油壺温泉キャンプパークを開設
2022年（令和4年）1月24日、京急は再開発に着手するまでの跡地の暫定利用として、京急油壺温泉キャンプパークを開設する。運営は京急グループの三崎観光が手掛け、敷地にキャンプサイトを12区画設け、日帰りバーベキュー場やドッグランのほか、カーステイと連携し車中泊ができるスポットも設置する。日中は入場無料で開放され、開かれた公園として散策できる。
VR京急油壺マリンパークを製作
2021年（令和3年）9月29日、京急は京急油壺マリンパーク株式会社と一般社団法人路上博物館との3社共同主催でクラウドファンディングを実施した。運営は一般社団法人路上博物館が手掛け、バーチャル空間上に水族館「魚の国」と屋内大海洋劇場「ファンタジアム」を再現する。。

#### 跡地の利用
京急グループの三崎観光は油壺エリアの再整備に備えて、京急油壺マリンパークの跡地に開設していた京急油壺温泉キャンプパークを2024年（令和6年）3月15日に営業を終了することになった。

## 主な施設および飼育展示内容等
- 屋内大海洋劇場「ファンタジアム」- いるか・あしかショー。ミュージカル劇仕立て。ハンドウイルカ、カリフォルニアアシカ、オタリア
- 水族館「魚の国」- 魚の餌付け・魚のショー。メガマウスの剥製展示。チョウザメ、三浦メダカなど
- 大回遊水槽「ドーナツの海」- ノコギリエイ、シロワニ、本州で唯一のオオメジロザメ等。2008年（平成20年）4月26日にリニューアルオープンした。
- あしか島 -  カリフォルニアアシカ（ハーレム・コロニー）が展示飼育
- みうら自然館
- いるかのプール - 円錐形のプールでバンドウイルカが2頭飼育
- ペンギン島  - ペンギンの餌付け。キタイワトビペンギン
- タッチプール - 小型のサメやイソギンチャクなどを展示
- 海洋深層水レストラン「Log Terrace」
- バーベキューハウス
- お遊び広場
- マリンハウス　- レストハウス・展望台
- 渚のZoo Kiss - 2010年（平成22年）4月から運営されていた有料の移動動物園。カピバラやポニーを飼育
- マリンステージ - 野外特設ステージ
- マリンショップ - ギフトショップ。ペンギンの羽毛で作ったストラップなど
- 保存車両　- デハ249とデハ250が編成を組んだ状態で静態保存されていたが、1988年（昭和63年）に撤去、解体されたため現存しない。
- すいぞくかん学園 - 参加型企画。指定日のみ実施されることもある。
- かわうその森 - 「かわうその遊び場」「かわうそファミリー」「かわうそ教室」の３つの飼育施設にはオス3匹、メス4匹が飼育。
- ドッグラン - 大型犬用(時間帯によっては小型犬も可)、小型犬専用　の2か所あり。
- あざらしのプール - ドーナツ型のプールにゴマフアザラシ(オス1頭、メス2頭)が飼育。

## 繁殖・研究

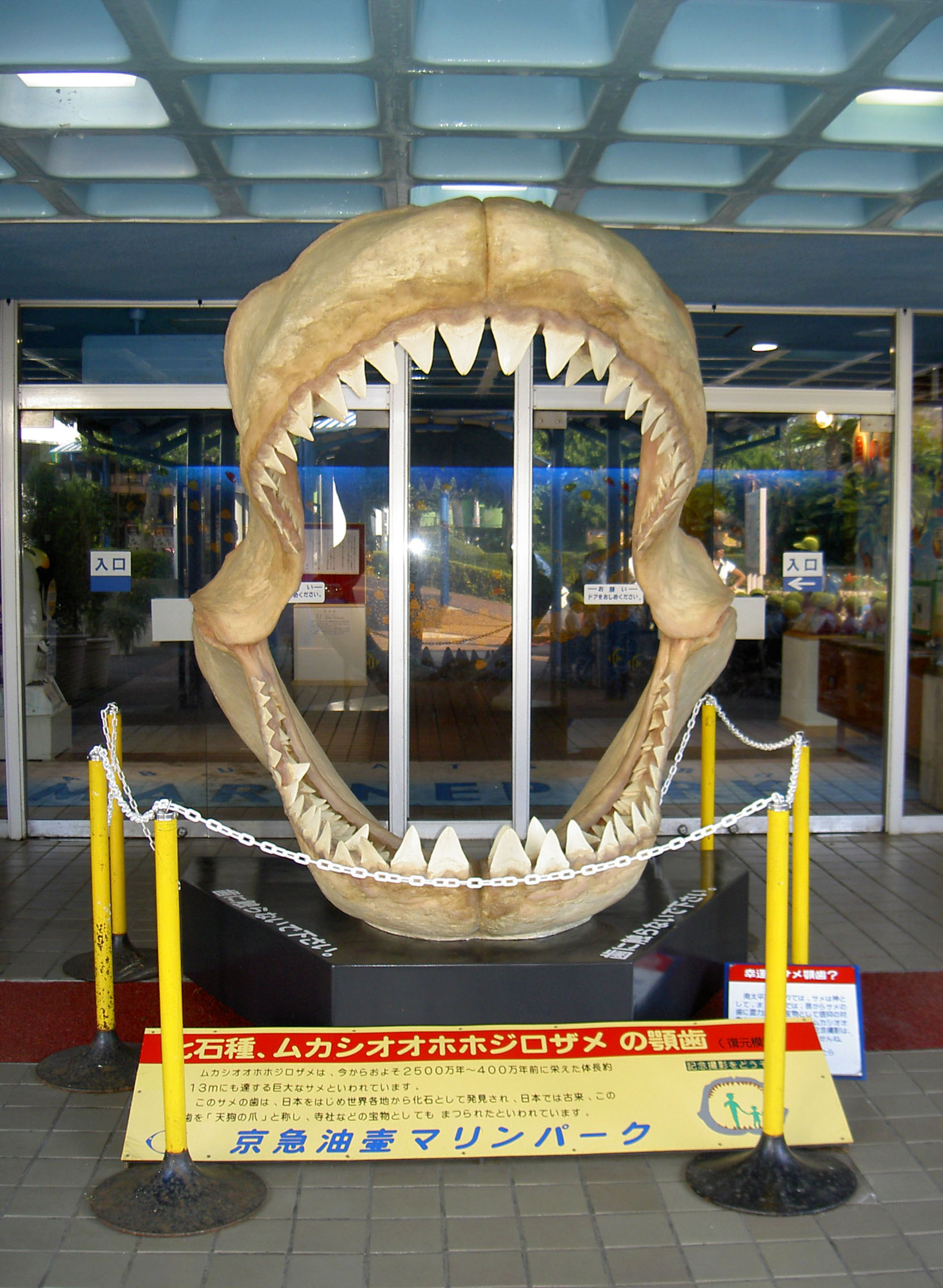
水族館前に展示されているムカシオオホホジロザメの顎歯の実物大模型

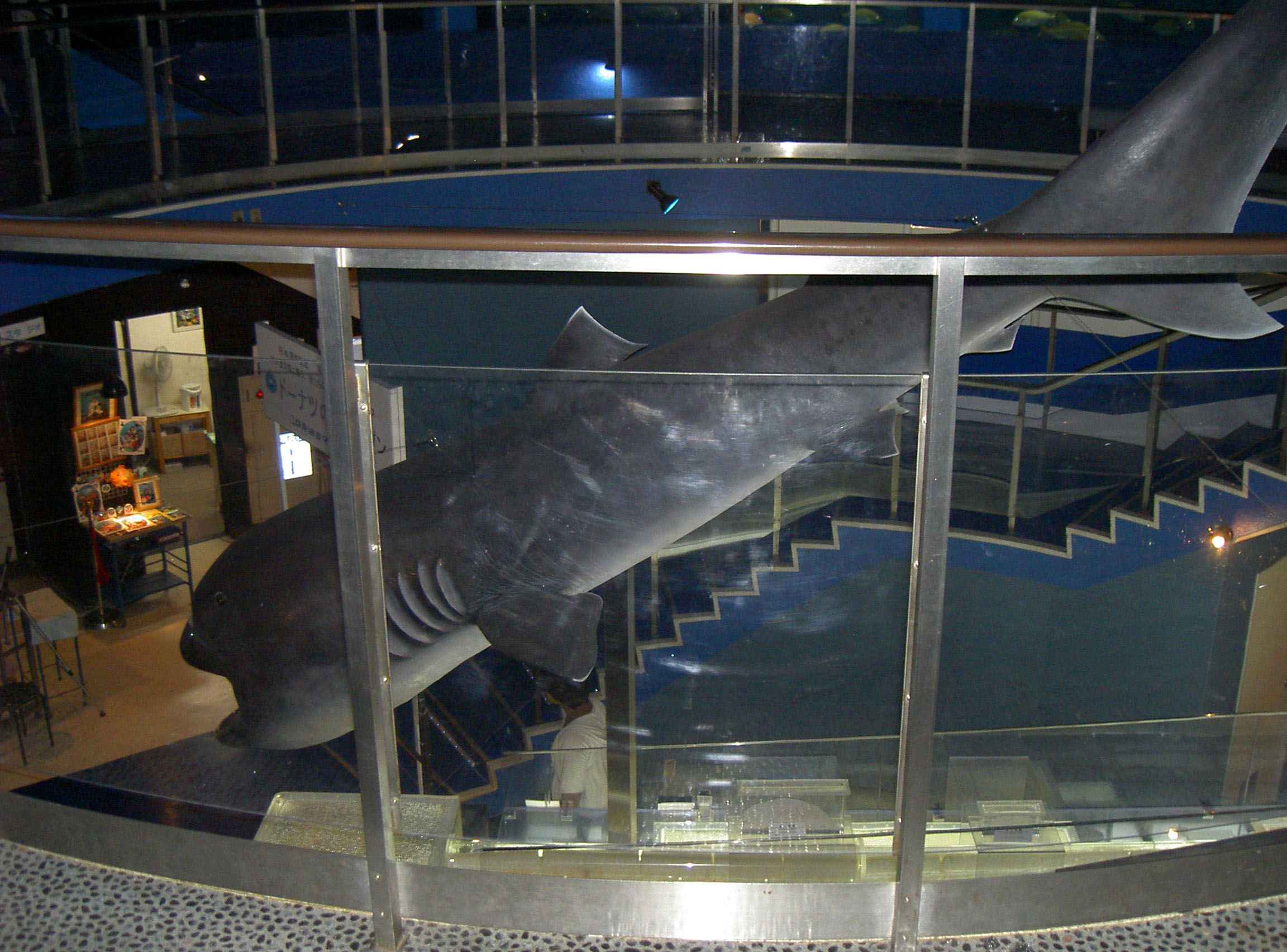
内部に展示されているメガマウスの標本

キタイワトビペンギン Eudyptes chrysocome moseleyi の展示飼育下での二世代繁殖に成功し、日本動物園水族館協会の古賀賞を2005年（平成17年）に受賞した。

## 皇室とのかかわり
鯰などの研究をしている秋篠宮文仁親王が、1985年（昭和60年）12月に皇太子夫妻（当時）と来館した折には、文仁親王が川嶋紀子を両親に紹介。婚約が正式に決まった2人が、1989年（平成元年）9月22日、想い出の地である油壷マリンパークを訪れた時は、マスコミ各社がロイヤルデートと大々的に報道した。1990年（平成2年）6月29日の結婚直前に放送されたテレビ朝日系のミュージックステーションでは、油壷マリンパークが2人の思い出の場所として紹介され、飼育のイルカ4頭が出演者の楽曲披露の際に共演を果たした。なお文仁親王は、初代館長の末廣が死去した1988年（昭和63年）頃までに、数回油壺を訪れたことがある。
ほかに皇室関連では高松宮・同妃喜久子が開館式に臨席し、昭和天皇・香淳皇后、常陸宮・同妃華子も来館している。

## 交通
京急久里浜線三崎口駅から京浜急行バス「京急油壺マリンパーク」行きが運行されていた。2017年（平成29年）5月26日まで「油壺」行きだった路線を延伸したもの。
閉館に伴い当停留所は廃止され、発着していた路線も再び「油壺」発着に短縮された。
かつて京急久里浜線は油壺駅までの延伸計画が存在した。

## 閉館後の展示物
- ダイオウイカ模型（横須賀沖で捕獲）等 - 観音崎自然博物館に寄贈[28]
- 巨大サメ「メガロドン」の顎の復元模型 - 平塚市博物館に寄贈[29]
- どうぶつ七福神 - 海南神社に移転し2021年12月31日から開帳[30]